# Renato Gašpar
Renato Gašpar (ur. 29 lipca 1977 w Zagrzebiu) – chorwacki narciarz alpejski, olimpijczyk.

## Kariera
Po raz pierwszy na arenie międzynarodowej pojawił się w 1993 roku, startując na mistrzostwach świata juniorów w Montecampione. Zajął tam 90. miejsce w supergigancie i 79. miejsce w gigancie. Podczas rozgrywanych trzy lata później mistrzostw świata juniorów w Schwyz zajął 24. miejsce w supergigancie i 27. w slalomie. Nigdy nie wystąpił w zawodach Pucharu Świata.
Podczas igrzysk olimpijskich w Nagano w 1998 roku zajął 32. miejsce w supergigancie, a rywalizacji w gigancie nie ukończył. Zajął też między innymi 24. miejsce w gigancie na mistrzostwach świata w Sierra Nevada w 1996 roku.

## Osiągnięcia

### Igrzyska olimpijskie
| Miejsce | Dzień     | Rok  | Miejscowość | Konkurencja | Czas biegu | Strata | Zwycięzca     |
| ------- | --------- | ---- | ----------- | ----------- | ---------- | ------ | ------------- |
| 32.     | 16 lutego | 1998 | Nagano      | Supergigant | 1:34,82    | +5,03  | Hermann Maier |
| DNF     | 19 lutego | 1998 | Nagano      | Gigant      | 2:38,51    | –      | Hermann Maier |

### Mistrzostwa świata
| Miejsce | Dzień     | Rok  | Miejscowość   | Konkurencja | Czas biegu | Strata | Zwycięzca            |
| ------- | --------- | ---- | ------------- | ----------- | ---------- | ------ | -------------------- |
| 50.     | 13 lutego | 1996 | Sierra Nevada | Supergigant | 1:21,80    | +5,04  | Atle Skårdal         |
| 57.     | 17 lutego | 1996 | Sierra Nevada | Zjazd       | 2:00,17    | +8,58  | Patrick Ortlieb      |
| 13.     | 19 lutego | 1996 | Sierra Nevada | Kombinacja  | 3:31,95    | +18,44 | Marc Girardelli      |
| 24.     | 23 lutego | 1996 | Sierra Nevada | Gigant      | 1:58,63    | +11,11 | Alberto Tomba        |
| DNF1    | 25 lutego | 1996 | Sierra Nevada | Slalom      | 1:42,26    | –      | Alberto Tomba        |
| 26.     | 12 lutego | 1997 | Sestriere     | Gigant      | 2:48,23    | +14,73 | Michael von Grünigen |
| DNF1    | 15 lutego | 1997 | Sestriere     | Slalom      | 1:51,70    | –      | Tom Stiansen         |

### Mistrzostwa świata juniorów
| Miejsce | Dzień     | Rok  | Miejscowość   | Konkurencja | Czas biegu | Strata | Zwycięzca          |
| ------- | --------- | ---- | ------------- | ----------- | ---------- | ------ | ------------------ |
| 90.     | 2 marca   | 1993 | Montecampione | Supergigant | 1:38,79    | +11,70 | Massimiliano Iezza |
| 6.      | 5 marca   | 1993 | Montecampione | Gigant      | 2:06,45    | +18,38 | Josef Strobl       |
| 24.     | 28 lutego | 1996 | Schwyz        | Supergigant | 1:26,76    | +1,96  | Didier Défago      |
| DNF2    | 1 marca   | 1996 | Schwyz        | Gigant      | 2:03,09    | –      | Rainer Schönfelder |
| 27.     | 3 marca   | 1996 | Schwyz        | Slalom      | 1:31,71    | +8,04  | Benjamin Raich     |